# 915 Cosette
A 915 Cosette (ideiglenes jelöléssel 1918 b) a Naprendszer kisbolygóövében található aszteroida. François Gonnessiat fedezte fel 1918. december 14-én, Algírban.